# Maserati Indy
De Maserati Indy is een auto van het Italiaanse automerk Maserati. De wagen was een vierzits coupé, geproduceerd tussen 1969 en 1975. De naam is een eerbetoon aan de twee zeges op rij die Maserati in 1939 en 1940 behaalde op de Indianapolis 500 autorace.

## Geschiedenis
De Indy werd aangeboden als alternatief voor de Ghibli. Met zijn V8-motor en ruimte voor vier personen was de Indy de vervanger van zowel de verouderde Sebring, die afstamde van de 3500 GT uit 1957, als van de eerste generatie Quattroporte.
In 1968 werden op het autosalon van Turijn twee prototypes voorgesteld: een 2+2 sportcoupé ontworpen door Ghia (de Maserati Simun) en een vierzits fastback van Carrozzeria Vignale. Het laatste design kreeg uiteindelijk de voorkeur.  Het productiemodel van de Indy werd een jaar later gelanceerd op het autosalon van Genève in 1969.

## Techniek
De Indy was leverbaar met 4,2L V8 motor van 260 pk, een 4,7L V8 motor van 290 pk of een 4,9L V8 motor van 320 pk. De standaarduitrusting omvatte een verstelbare stuurkolom, lederen bekleding, getinte elektrische ruiten, verstelbare stoelen, mistlampen, een verwarmde achterruit, hoofdsteunen en een klokje op het dashboard aan de kant van de passagier. De optielijst bevatte onder andere stuurbekrachtiging, een radio en een 3-traps automatische versnellingsbak.

## Motoren
| Type     | Motor     | Motor     | Motor                | Vermogen      | Topsnelheid | Jaartal   |
| Type     | Inhoud    | Cilinders | Brandstofvoorziening | Vermogen      | Topsnelheid | Jaartal   |
| -------- | --------- | --------- | -------------------- | ------------- | ----------- | --------- |
| Indy     | 4.136 cm³ | V8        | 4 carburateurs       | 191 kW/260 pk | 250 km/u    | 1969-1971 |
| Indy 4.7 | 4.719 cm³ | V8        | 4 carburateurs       | 213 kW/290 pk | 260 km/u    | 1971-1973 |
| Indy 4.9 | 4.930 cm³ | V8        | 4 carburateurs       | 235 kW/320 pk | 265 km/u    | 1972-1975 |